# Campeonato Mundial de Hóquei no Gelo de 1934
Campeonato Mundial de Hóquei no Gelo de 1934 foi a oitava edição do torneio, disputada entre os dia 3 e 11 de fevereiro de 1934 na cidade Italiana de Milão.
Tal como no Campeonato do Mundo do ano anterior doze equipes participaram, com os  defensores do título e o Canadá avançando diretamente para a segunda fase. As demais nove equipes foram divididas em três grupos preliminares com as duas melhores de cada grupo ocupando seis vagas seguintes na segunda fase.
No grupo preliminar C, houve um empate entre as três equipes, ambas com dois pontos (uma vitória e uma derrota) e saldo zero. Com tal situação o comitê organizador decidiu que ambas as três equipe do grupo C avançariam para a Fase seguinte.
Com nove ao invés das oito equipes previstas se classificando, houve a mudança de formato de dois grupos de quatro para três grupos com três integrantes cada. Nesta fase os primeiros de cada grupo se classificam diretamente para os playoffs e os segundos colocados disputam uma qualificatória extra pela última vaga.

## Primeira Fase
Nesta fase os Estados Unidos e o Canadá não participaram pois avançarão diretamente para a segunda fase. As demais nove equipes foram divididas em três grupos preliminares com as duas melhores de cada grupo ocupando as seis vagas seguintes na segunda fase.

### Grupo A
| Tabela de classificação | Tabela de classificação | Tabela de classificação | Tabela de classificação | Tabela de classificação | Tabela de classificação | Tabela de classificação | Tabela de classificação | Tabela de classificação | Tabela de classificação | Tabela de classificação |
| Time                    | Time                    | Pts                     | J                       | V                       | E                       | D                       | GM                      | GS                      | SG                      |                         |
| ----------------------- | ----------------------- | ----------------------- | ----------------------- | ----------------------- | ----------------------- | ----------------------- | ----------------------- | ----------------------- | ----------------------- | ----------------------- |
| 1                       | Hungria                 | 2                       | 2                       | 1                       | 0                       | 1                       | 2                       | 1                       | +1                      |                         |
| 2                       | Tchecoslováquia         | 2                       | 2                       | 1                       | 0                       | 1                       | 2                       | 2                       | 0                       |                         |
| 3                       | Reino Unido             | 2                       | 2                       | 1                       | 0                       | 1                       | 2                       | 3                       | -1                      |                         |

|  |                                   |
|  | Classificados para a segunda fase |

| 3 de fevereiro de 1934 |     |             |       |
| Hungria                | 2–0 | Reino Unido | Milão |
|                        |     |             | Milão |

| 4 de fevereiro de 1934 |     |                 |       |
| Reino Unido            | 2–1 | Tchecoslováquia | Milão |
|                        |     |                 | Milão |

| 5 de fevereiro de 1934 |     |         |       |
| Tchecoslováquia        | 2–1 | Hungria | Milão |
|                        |     |         | Milão |

### Grupo B
| Tabela de classificação | Tabela de classificação | Tabela de classificação | Tabela de classificação | Tabela de classificação | Tabela de classificação | Tabela de classificação | Tabela de classificação | Tabela de classificação | Tabela de classificação | Tabela de classificação |
| Time                    | Time                    | Pts                     | J                       | V                       | E                       | D                       | GM                      | GS                      | SG                      |                         |
| ----------------------- | ----------------------- | ----------------------- | ----------------------- | ----------------------- | ----------------------- | ----------------------- | ----------------------- | ----------------------- | ----------------------- | ----------------------- |
| 1                       | Suíça                   | 6                       | 3                       | 3                       | 0                       | 0                       | 30                      | 3                       | +27                     |                         |
| 2                       | França                  | 2                       | 3                       | 1                       | 0                       | 2                       | 4                       | 6                       | -2                      |                         |
| 3                       | Romênia                 | 2                       | 3                       | 1                       | 0                       | 2                       | 6                       | 13                      | -7                      |                         |
| 3                       | Bélgica                 | 2                       | 3                       | 1                       | 0                       | 2                       | 5                       | 23                      | -18                     |                         |

|  |                                   |
|  | Classificados para a segunda fase |

| 3 de fevereiro de 1934 |        |         |       |
| Suíça                  | 20 – 1 | Bélgica | Milão |
|                        |        |         | Milão |

| 3 de fevereiro de 1934 |       |         |       |
| França                 | 4 – 1 | Romênia | Milão |
|                        |       |         | Milão |

| 4 de fevereiro de 1934 |       |         |       |
| Romênia                | 3 – 2 | Bélgica | Milão |
|                        |       |         | Milão |

| 4 de fevereiro de 1934 |       |        |       |
| Suíça                  | 3 – 0 | França | Milão |
|                        |       |        | Milão |

| 5 de fevereiro de 1934 |       |         |       |
| França                 | 0 – 2 | Bélgica | Milão |
|                        |       |         | Milão |

| 5 de fevereiro de 1934 |       |         |       |
| Suíça                  | 7 – 2 | Romênia | Milão |
|                        |       |         | Milão |

### Grupo C
| Tabela de classificação | Tabela de classificação | Tabela de classificação | Tabela de classificação | Tabela de classificação | Tabela de classificação | Tabela de classificação | Tabela de classificação | Tabela de classificação | Tabela de classificação | Tabela de classificação |
| Time                    | Time                    | Pts                     | J                       | V                       | E                       | D                       | GM                      | GS                      | SG                      |                         |
| ----------------------- | ----------------------- | ----------------------- | ----------------------- | ----------------------- | ----------------------- | ----------------------- | ----------------------- | ----------------------- | ----------------------- | ----------------------- |
| 1                       | Alemanha                | 2                       | 2                       | 1                       | 0                       | 1                       | 4                       | 4                       | 0                       |                         |
| 2                       | Itália                  | 2                       | 2                       | 1                       | 0                       | 1                       | 3                       | 3                       | 0                       |                         |
| 3                       | Áustria                 | 2                       | 2                       | 1                       | 0                       | 1                       | 2                       | 2                       | 0                       |                         |

|  |                                   |
|  | Classificados para a segunda fase |

| 3 de fevereiro de 1934 |       |         |       |
| Alemanha               | 1 – 2 | Áustria | Milão |
|                        |       |         | Milão |

| 4 de fevereiro de 1934 |       |          |       |
| Itália                 | 2 – 3 | Alemanha | Milão |
|                        |       |          | Milão |

| 5 de fevereiro de 1934 |       |         |       |
| Itália                 | 1 – 0 | Áustria | Milão |
|                        |       |         | Milão |

## Segunda Fase

### Grupo D
| Tabela de classificação | Tabela de classificação | Tabela de classificação | Tabela de classificação | Tabela de classificação | Tabela de classificação | Tabela de classificação | Tabela de classificação | Tabela de classificação | Tabela de classificação | Tabela de classificação |
| Time                    | Time                    | Pts                     | J                       | V                       | E                       | D                       | GM                      | GS                      | SG                      |                         |
| ----------------------- | ----------------------- | ----------------------- | ----------------------- | ----------------------- | ----------------------- | ----------------------- | ----------------------- | ----------------------- | ----------------------- | ----------------------- |
| 1                       | Estados Unidos          | 4                       | 2                       | 2                       | 0                       | 0                       | 2                       | 0                       | +2                      |                         |
| 2                       | Tchecoslováquia         | 2                       | 2                       | 1                       | 0                       | 1                       | 4                       | 1                       | +3                      |                         |
| 3                       | Áustria                 | 0                       | 2                       | 0                       | 0                       | 2                       | 0                       | 5                       | -5                      |                         |

|  |                                          |
|  | Classificado para os playoffs            |
|  | Classificado para a qualificatória extra |

| 6 de fevereiro de 1934 |       |                 |       |
| Estados Unidos         | 1 – 0 | Tchecoslováquia | Milão |
|                        |       |                 | Milão |

| 7 de fevereiro de 1934 |       |         |       |
| Tchecoslováquia        | 4 – 0 | Áustria | Milão |
|                        |       |         | Milão |

| 8 de fevereiro de 1934 |       |         |       |
| Estados Unidos         | 1 – 0 | Áustria | Milão |
|                        |       |         | Milão |

### Grupo E
| Tabela de classificação | Tabela de classificação | Tabela de classificação | Tabela de classificação | Tabela de classificação | Tabela de classificação | Tabela de classificação | Tabela de classificação | Tabela de classificação | Tabela de classificação | Tabela de classificação |
| Time                    | Time                    | Pts                     | J                       | V                       | E                       | D                       | GM                      | GS                      | SG                      |                         |
| ----------------------- | ----------------------- | ----------------------- | ----------------------- | ----------------------- | ----------------------- | ----------------------- | ----------------------- | ----------------------- | ----------------------- | ----------------------- |
| 1                       | Suíça                   | 4                       | 2                       | 2                       | 0                       | 0                       | 4                       | 0                       | +4                      |                         |
| 2                       | Hungria                 | 1                       | 2                       | 0                       | 1                       | 1                       | 0                       | 1                       | -1                      |                         |
| 3                       | Itália                  | 1                       | 2                       | 0                       | 1                       | 1                       | 0                       | 3                       | -3                      |                         |

|  |                                          |
|  | Classificado para os playoffs            |
|  | Classificado para a qualificatória extra |

| 6 de fevereiro de 1934 |       |         |       |
| Itália                 | 0 – 0 | Hungria | Milão |
|                        |       |         | Milão |

| 7 de fevereiro de 1934 |       |         |       |
| Suíça                  | 1 – 0 | Hungria | Milão |
|                        |       |         | Milão |

| 8 de fevereiro de 1934 |       |        |       |
| Suíça                  | 3 – 0 | Itália | Milão |
|                        |       |        | Milão |

### Grupo F
| Tabela de classificação | Tabela de classificação | Tabela de classificação | Tabela de classificação | Tabela de classificação | Tabela de classificação | Tabela de classificação | Tabela de classificação | Tabela de classificação | Tabela de classificação | Tabela de classificação |
| Time                    | Time                    | Pts                     | J                       | V                       | E                       | D                       | GM                      | GS                      | SG                      |                         |
| ----------------------- | ----------------------- | ----------------------- | ----------------------- | ----------------------- | ----------------------- | ----------------------- | ----------------------- | ----------------------- | ----------------------- | ----------------------- |
| 1                       | Canadá                  | 4                       | 2                       | 2                       | 0                       | 0                       | 15                      | 0                       | +15                     |                         |
| 2                       | Alemanha                | 2                       | 2                       | 1                       | 0                       | 1                       | 4                       | 6                       | -2                      |                         |
| 3                       | França                  | 0                       | 2                       | 0                       | 0                       | 2                       | 0                       | 133                     | -13                     |                         |

|  |                                          |
|  | Classificado para os playoffs            |
|  | Classificado para a qualificatória extra |

| 6 de fevereiro de 1934 |       |        |       |
| Canadá                 | 9 – 0 | França | Milão |
|                        |       |        | Milão |

| 7 de fevereiro de 1934 |       |          |       |
| Canadá                 | 6 – 0 | Alemanha | Milão |
|                        |       |          | Milão |

| 8 de fevereiro de 1934 |       |        |       |
| Alemanha               | 4 – 0 | França | Milão |
|                        |       |        | Milão |

### Qualificatória Extra
| Tabela de classificação | Tabela de classificação | Tabela de classificação | Tabela de classificação | Tabela de classificação | Tabela de classificação | Tabela de classificação | Tabela de classificação | Tabela de classificação | Tabela de classificação | Tabela de classificação |
| Time                    | Time                    | Pts                     | J                       | V                       | E                       | D                       | GM                      | GS                      | SG                      |                         |
| ----------------------- | ----------------------- | ----------------------- | ----------------------- | ----------------------- | ----------------------- | ----------------------- | ----------------------- | ----------------------- | ----------------------- | ----------------------- |
| 1                       | Alemanha                | 2                       | 1                       | 1                       | 0                       | 0                       | 1                       | 0                       | +1                      |                         |
| 2                       | Tchecoslováquia         | 0                       | 1                       | 0                       | 0                       | 1                       | 0                       | 1                       | -1                      |                         |
| 3                       | Hungria                 | desistiu                | desistiu                | desistiu                | desistiu                | desistiu                | desistiu                | desistiu                | desistiu                |                         |

|  |                               |
|  | Classificado para os playoffs |

| 9 de fevereiro de 1934 |       |                 |       |
| Alemanha               | 1 – 0 | Tchecoslováquia | Milão |
|                        |       |                 | Milão |

## Playoffs
|  | Semifinais              | Semifinais              |   |                         | Final                   | Final |  |
|  |                         |                         |   |                         |                         |       |  |
|  | 10 de fevereiro - Milão |                         |   |                         |                         |       |  |
|  | Canadá                  | 2                       |   |                         |                         |       |  |
|  | Suíça                   | 1                       |   |                         |                         |       |  |
|  |                         |                         |   |                         |                         |       |  |
|  |                         |                         |   |                         | 11 de fevereiro - Milão |       |  |
|  |                         |                         |   |                         | Canadá                  | 2     |  |
|  |                         | Estados Unidos          | 1 |                         |                         |       |  |
|  |                         |                         |   |                         |                         |       |  |
|  |                         |                         |   |                         |                         |       |  |
|  |                         |                         |   |                         | Terceiro lugar          |       |  |
|  | 10 de fevereiro - Milão | 10 de fevereiro - Milão |   | 11 de fevereiro - Milão | 11 de fevereiro - Milão |       |  |
|  | Estados Unidos          | 3                       |   | Alemanha                | 2                       |       |  |
|  | Alemanha                | 0                       |   |                         | Suíça                   | 1     |  |